# Галма (Міннесота)
Галма (англ. Halma) — місто (англ. city) в США, в окрузі Кіттсон штату Міннесота. Населення — 58 осіб (2020).

## Географія
Галма розташована за координатами 48°39′38″ пн. ш. 96°35′51″ зх. д. / 48.66056° пн. ш. 96.59750° зх. д. (48.660453, -96.597630).  За даними Бюро перепису населення США в 2010 році місто мало площу 2,37 км², з яких 2,34 км² — суходіл та 0,03 км² — водойми.

## Демографія
Згідно з переписом 2010 року, у місті мешкала 61 особа в 26 домогосподарствах у складі 17 родин. Густота населення становила 26 осіб/км².  Було 34 помешкання (14/км²).
Расовий склад населення:
| - 95,1 % — білих |

До двох чи більше рас належало 4,9 %. Частка іспаномовних становила 0,0 % від усіх жителів.
За віковим діапазоном населення розподілялося таким чином: 29,5 % — особи молодші 18 років, 63,9 % — особи у віці 18—64 років, 6,6 % — особи у віці 65 років та старші. Медіана віку мешканця становила 35,8 року. На 100 осіб жіночої статі у місті припадало 103,3 чоловіків;  на 100 жінок у віці від 18 років та старших — 152,9 чоловіків також старших 18 років.
Середній дохід на одне домашнє господарство  становив 48 492 долари США (медіана — 41 250), а середній дохід на одну сім'ю — 55 525 доларів (медіана — 39 167). За межею бідності перебувало 14,0 % осіб, у тому числі 11,1 % дітей у віці до 18 років та 16,7 % осіб у віці 65 років та старших.
Цивільне працевлаштоване населення становило 22 особи. Основні галузі зайнятості: виробництво — 27,3 %, публічна адміністрація — 22,7 %, роздрібна торгівля — 9,1 %, науковці, спеціалісти, менеджери — 9,1 %.